# Pensalvos
Pensalvos é uma povoação portuguesa do Município de Vila Pouca de Aguiar que foi sede da extinta Freguesia de Pensalvos, freguesia que tinha 23,74 km² de área e 278 habitantes (2011) e, por isso, uma densidade populacional de 11,7 hab/km².
A Freguesia de Pensalvos foi extinta (agregada) pela reorganização administrativa de 2012/2013, tendo o seu território sido integrado na então criada Freguesia de Pensalvos e Parada de Monteiros.
A Freguesia de Pensalvos incluía no seu território os seguintes lugares: Cabanes, Pensalvos e Soutelo de Matos.
Pensalvos situa-se 11 km a noroeste da sede do município.

## População
| Número de habitantes | Número de habitantes | Número de habitantes | Número de habitantes | Número de habitantes | Número de habitantes | Número de habitantes | Número de habitantes | Número de habitantes | Número de habitantes | Número de habitantes | Número de habitantes | Número de habitantes | Número de habitantes | Número de habitantes |
| -------------------- | -------------------- | -------------------- | -------------------- | -------------------- | -------------------- | -------------------- | -------------------- | -------------------- | -------------------- | -------------------- | -------------------- | -------------------- | -------------------- | -------------------- |
| 1864                 | 1878                 | 1890                 | 1900                 | 1911                 | 1920                 | 1930                 | 1940                 | 1950                 | 1960                 | 1970                 | 1981                 | 1991                 | 2001                 | 2011                 |
| 552                  | 591                  | 595                  | 567                  | 674                  | 586                  | 600                  | 691                  | 794                  | 789                  | 645                  | 591                  | 507                  | 379                  | 278                  |

(Obs.: Número de habitantes "residentes", ou seja, que tinham a residência oficial neste concelho à data em que os censos  se realizaram.)
| Distribuição da População por Grupos Etários em 2001 e 2011 | Distribuição da População por Grupos Etários em 2001 e 2011 | Distribuição da População por Grupos Etários em 2001 e 2011 | Distribuição da População por Grupos Etários em 2001 e 2011 | Distribuição da População por Grupos Etários em 2001 e 2011 | Distribuição da População por Grupos Etários em 2001 e 2011 | Distribuição da População por Grupos Etários em 2001 e 2011 | Distribuição da População por Grupos Etários em 2001 e 2011 | Distribuição da População por Grupos Etários em 2001 e 2011 | Distribuição da População por Grupos Etários em 2001 e 2011 |
| ----------------------------------------------------------- | ----------------------------------------------------------- | ----------------------------------------------------------- | ----------------------------------------------------------- | ----------------------------------------------------------- | ----------------------------------------------------------- | ----------------------------------------------------------- | ----------------------------------------------------------- | ----------------------------------------------------------- | ----------------------------------------------------------- |
| Idade                                                       | 0-14                                                        | 15-24                                                       | 25-64                                                       | > 65                                                        |                                                             | 0-14                                                        | 15-24                                                       | 25-64                                                       | > 65                                                        |
| 2001                                                        | 31                                                          | 49                                                          | 199                                                         | 100                                                         |                                                             | 8,2%                                                        | 12,9%                                                       | 52,5%                                                       | 26,4%                                                       |
| 2011                                                        | 20                                                          | 12                                                          | 126                                                         | 120                                                         |                                                             | 7,2%                                                        | 4,3%                                                        | 45,3%                                                       | 43,2%                                                       |

## Património
- Igreja de Santa Eulália